# Leocán Portus
Leocán Portus Govinden (Antofagasta, Chile, 15 de mayo de 1923-Talcahuano, 25 de noviembre de 2006) fue un político chileno, dirigente de organizaciones sociales, militante de la Falange y uno de los fundadores del Partido Demócrata Cristiano (PDC). Es considerado como uno de los políticos con más larga trayectoria en cargos municipales en Chile, ejerciendo en varias ocasiones la alcaldía de Talcahuano, el cargo más emblemático de su carrera. 
Se casó con Nelly Arata y tuvo 3 hijos.

## Infancia y adolescencia
Nació el 15 de mayo de 1923, en Antofagasta. Estudió en el Internado Nacional Barros Arana en Santiago de Chile. El año 1942, con tan sólo 19 años, llega a Talcahuano. 
Primero había llegado su hermano mayor, Caupolicán, a ser pescador en San Vicente. Él fue quien trajo a Portus, que fue tripulante y aprendió a ganarse la vida como pescador artesanal en la caleta La Gloria.
Fue así como en el año 1947 fue elegido presidente del sindicato profesional de pescadores de San Vicente, para luego ser electo presidente del Consejo Zonal de Pesca y vicepresidente nacional de la Confederación de la Pesca Artesanal.
Residía en el sector Higueras de Talcahuano, en calle Laminadores, hasta el día de su fallecimiento.

## Carrera política
Su gran compromiso social, lo lleva a abrazar los postulados y doctrina de la Falange Nacional, ingresando a ella el año 1946. Por sus méritos, la Falange lo postula para Regidor en la comuna de Talcahuano, siendo electo el año 1950 y posteriormente reelecto en forma consecutiva durante 5 períodos, hasta el año 1963.
Luego fue elegido alcalde de la ciudad, ejerciendo el cargo desde 1963 hasta el año 1971.
Por pacto político, entre 1971 y 1973 vuelve a ser regidor. Luego el Gobierno Militar lo designa alcalde, cargo al que renuncia en 1974, después de ocho meses.
Entre 1974 y 1991, es dirigente de la pequeña y mediana empresa.
En 1991 fue nuevamente designado alcalde por el presidente de ese entonces Patricio Aylwin. Luego, en 1992 fue elegido  con la más alta mayoría, y ratificado como alcalde por la unanimidad de los concejales. En las elecciones de 1996 obtiene un triunfo arrasador, que le permiten continuar otros cuatro años en el cargo de alcalde. En octubre de 2000 fue nuevamente electo alcalde, con la mayoría de los votos.
Durante las décadas de 1990 y 2000 hizo uso extensivo de licencias médicas, debido a su frágil estado de salud.
Fue el primer alcalde de Hualpén, desde la creación de la comuna, el 15 de marzo de 2004, hasta el juramento de las nuevas autoridades electas, el 6 de diciembre del mismo año. 
El 31 de octubre de 2004, en medio de acusaciones de fraude electoral, parece haber ganado en las elecciones; pero en un hecho histórico, el Tribunal Calificador de Elecciones ordena que se repitan, en consideración a las innumerables irregularidades halladas. En enero de 2005 es electo alcalde nuevamente, ejerciendo su octavo período en el cargo.
Durante el año 2006, es subrogado por Fernando Varela Carter, debido a su delicado estado de salud, afectado por un cáncer.
El 23 de octubre de 2006 deja su cargo por vencimiento del plazo máximo de 130 días para su licencia médica, de conformidad a la Ley de Municipalidades; luego de 56 años de carrera política. Falleció en Talcahuano el 25 de noviembre de 2006.
No renunció, aun cuando muchas fuerzas vivas del puerto se lo pidieron en numerosas ocasiones.

## Cargos
| Cargo                 | Período                   |
| --------------------- | ------------------------- |
| Regidor de Talcahuano | 1950-1963                 |
| Alcalde de Talcahuano | 1963-1971                 |
| Regidor de Talcahuano | 1971-1973                 |
| Alcalde de Talcahuano | 1973-1974                 |
| Alcalde de Talcahuano | 1991-2006                 |
| Alcalde de Hualpén    | Marzo a diciembre de 2004 |

### Otras ocupaciones
En su vida, Leocán Portus ocupó variados cargos de representación. Entre ellos se encuentran:
- Presidente Sindicato Profesional de Pescadores Artesanales de San Vicente
- Presidente Consejo Zonal de Pescadores Artesanales
- Vicepresidente Nacional de la Confederación de Pescadores Artesanales de Chile
- Director de la Cámara de Comercio de Talcahuano
- Socio y Director de la Cámara de Comercio Minorista de Talcahuano
- Socio, Director y Vicepresidente de la Asociación Gremial de Medianos y Pequeños Industriales y Artesanos de la Región del Bío Bío
- Vicepresidente de la Confederación Nacional de la Pequeña y Mediana Empresa y Artesanado de Chile
- Fundador y Presidente de la Asociación de Industriales Gráficos de la Octava Región
- Miembro honorario del Honorable Directorio General del Cuerpo de Bomberos[9]

## Historial electoral

### Elecciones municipales de 2000
- Elecciones municipales de Chile de 2000, para la alcaldía de Talcahuano [10]

| Candidato                     | Pacto                    | Partido | Votos  | %     | Resultado |
| ----------------------------- | ------------------------ | ------- | ------ | ----- | --------- |
| Leocán Portus                 | Concertación Democrática | PDC     | 26.282 | 24,66 | Alcalde   |
| Marcelo Rivera Arancibia      | Concertación Democrática | PPD     | 24.585 | 23,07 | Concejal  |
| Gastón Saavedra Chandía       | Concertación Democrática | PS      | 14.534 | 13,64 | Concejal  |
| Erick Vergara Moreno          | Alianza                  | UDI     | 9.524  | 8,94  | Concejal  |
| Francisco Vera Lastra         | Alianza                  | UDI     | 4.188  | 3,93  | Concejal  |
| Abel Antonio Contreras Bustos | Concertación Democrática | PDC     | 3.375  | 3,17  | Concejal  |

### Elecciones municipales de 2004
- Elecciones municipales de Chile de 2004, para la alcaldía de Talcahuano [11]

| Candidato                 | Pacto                    | Partido | Votos  | %     | Resultado |
| ------------------------- | ------------------------ | ------- | ------ | ----- | --------- |
| Erick Vergara Moreno      | Alianza                  | UDI     | 26.520 | 42,24 |           |
| Leocán Portus             | Concertación Democrática | PDC     | 31.425 | 50,05 | Alcalde   |
| Guillermo Valdés Mardones | Juntos Podemos Más       | ILA     | 4.841  | 7,71  |           |

| Predecesor: Marcelo Muñoz Muñoz | Alcalde de Talcahuano 1991 - 2006          | Sucesor: Abel Contreras Bustos    |
| Predecesor: No tiene            | Alcalde de Hualpén marzo-diciembre de 2004 | Sucesor: Marcelo Rivera Arancibia |